# Пам'ятка природи

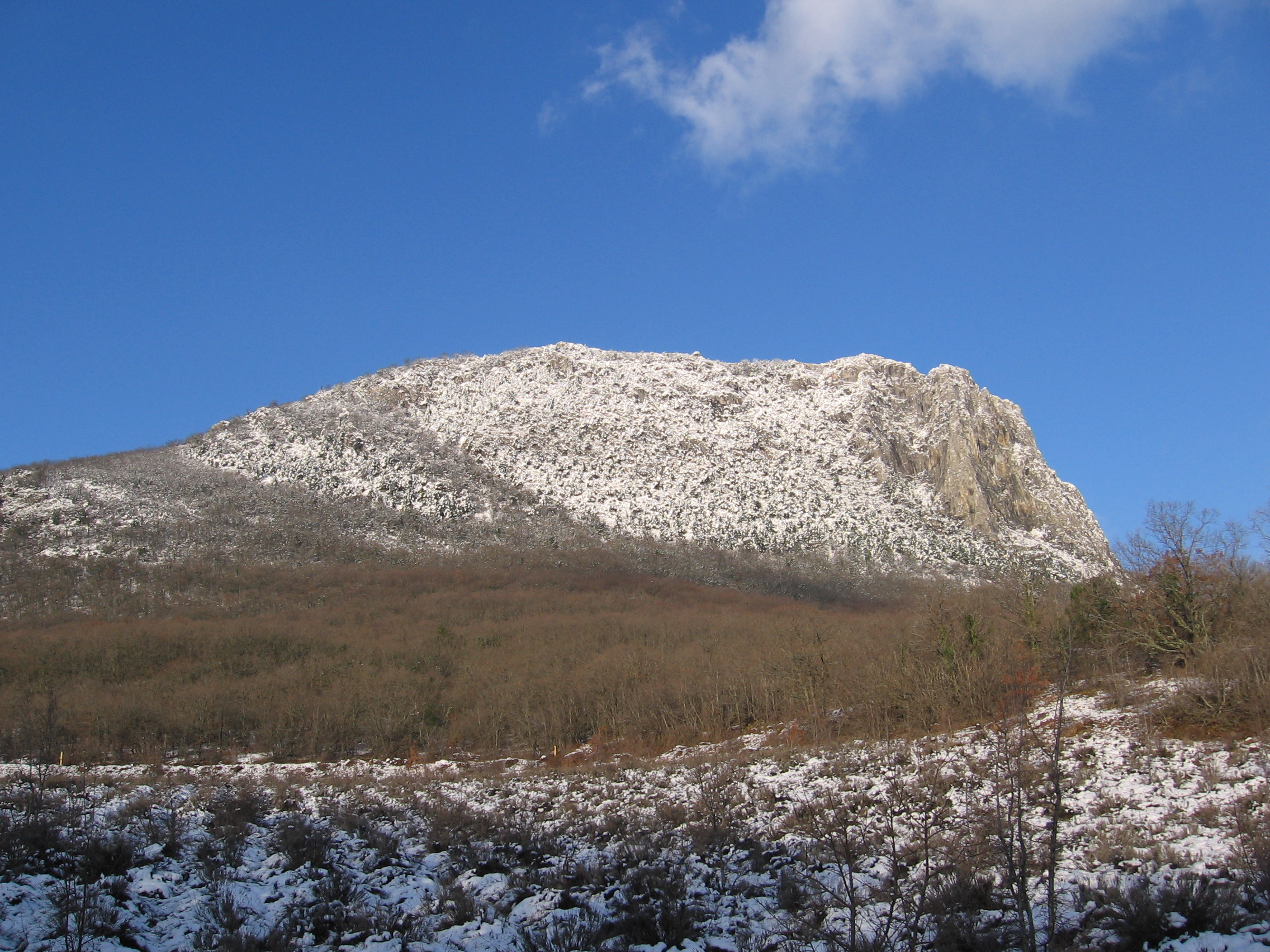
Парагільмен — пам'ятка природи, Україна. Зима 2010 р.

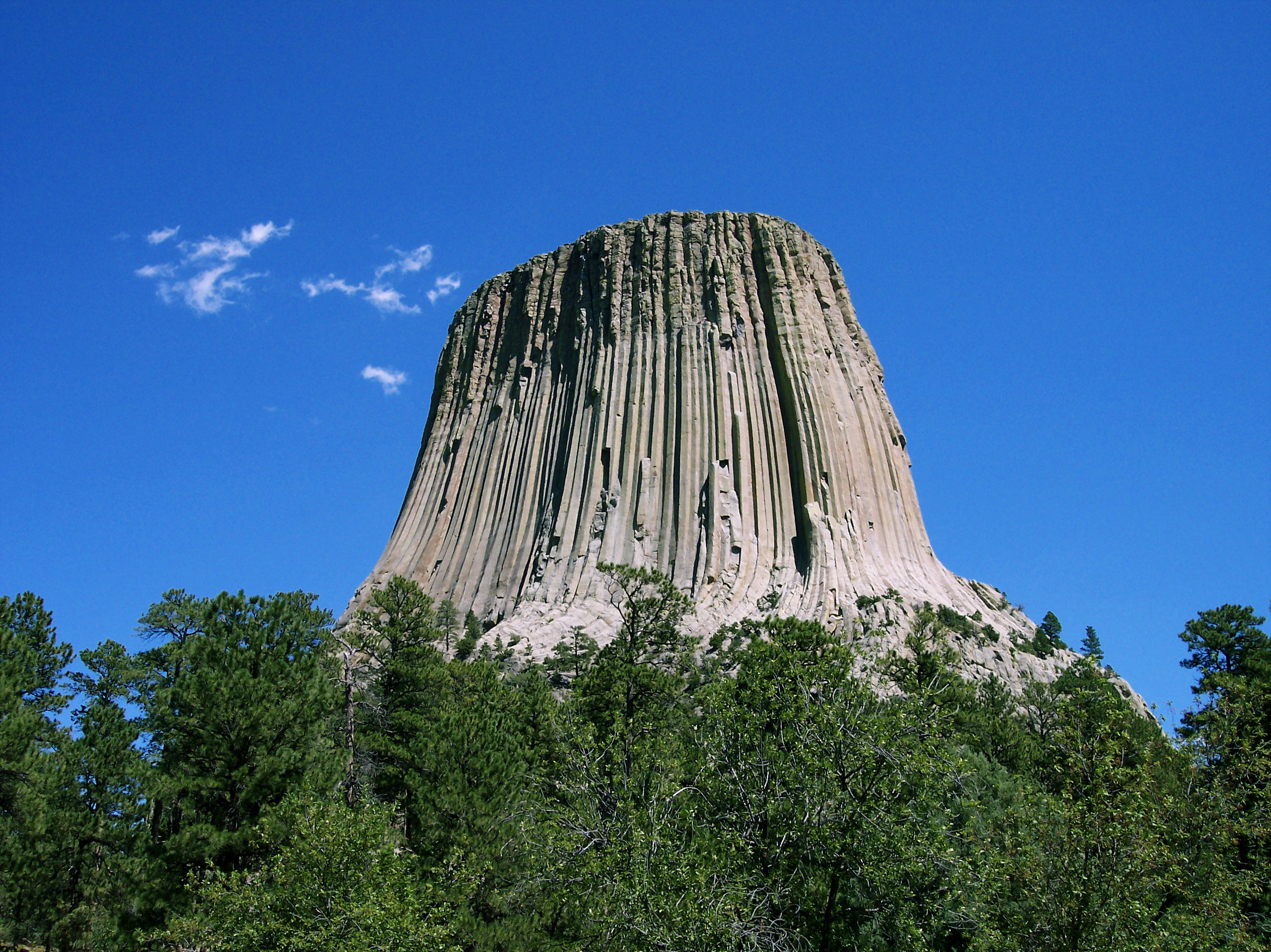
Пам'ятка природи «Вежа Диявола», Вайомінг, США

Па́м'ятка приро́ди — окремі унікальні природні об'єкти, що мають наукове, пізнавальне, історичне, культурно-естетичне значення. Поняття введено А. Гумбольдтом (1819). Серед них водоспади, печери, гейзери, ущелини, вікові дерева, скелі та ін. Об'єкти і комплекси, оголошені пам'ятками природи, повністю вилучаються з господарського використання, тут забороняється будь-яка діяльність, що завдає їм шкоди. Пам'ятки природи поділяються на геологічні, гідрологічні, ботанічні, комплексного типу, а також включають пам'ятки садово-паркового мистецтва, старі садиби, комплекси міських парків і садів. Це також природоохоронна територія, на якій розташований окремий унікальний природний об'єкт, який охороняється державою і є цінним за своїм науковим, навчально-просвітницьким, історико-меморіальним або культурно-естетичним значенням. До пам'яток природи належать, наприклад, унікальні геологічні відслонення, печери, водоспади, озера, метеоритні кратери тощо. Пам'яткою природи може бути, наприклад, одне рідкісне дерево або території значних розмірів — ліси, гірські хребти, ділянки узбережжя і долин. У такому разі вони часто іменуються урочищами або природоохоронними ландшафтами. Згідно з класифікацією Міжнародного Союзу Охорони Природи, пам'ятка природи має природоохоронну категорію III, проміжну між національними парками і заказниками, хоча детальний правовий статус залежить від конкретної країни.

## Охоронний режим пам'яток природи
Охоронний режим пам'яток природи є одним із найсуворіших після природних заповідників і заповідних урочищ. Скажімо, на території пам'яток природи України «забороняється будь-яка діяльність, що загрожує збереженню або призводить до деградації чи зміни первісного їх стану».
Територія пам'яток природи позначається на місцевості межовими охоронними знаками.

## Історія створення категорії «пам'ятка природи»
Термін «пам'ятка природи» як природоохоронну категорію для заповідання вперше застосував у кінці ХІХ століття відомий німецький діяч охорони природи, природоохоронний комісар Пруссії Гуго Конвенц. Завдяки його активній діяльності вже на початку ХХ століття в Німеччині було узаконено таку категорію, як «пам'ятка природи», і почали створюватися пам'ятки природи. Наприкінці 1920-х років природоохоронна категорія «пам'ятка природи» була введена на території Радянської України.

## Проблеми охорони пам'яток природи
В Україні до 90 % пам'яток природи та інших об'єктів природно-заповідного фонду місцевого значення не винесені в натуру, що стає причиною незаконного захоплення територій пам'яток природи. Нерідко до складу пам'яток природи включаються території, що не мають жодної екологічної або іншої цінності. Охоронний режим багатьох пам'яток природи не виконується землекористувачами, і тому значна частина пам'яток природи існує лише на папері.
Згідно з Правилами поліпшення якісного складу лісів, затвердженими Кабміном України 12 травня 2007 р. № 724, в пам'ятках природи дозволяється проведення суцільних і вибіркових рубок таких видів: догляду, санітарних, лісовідновних, переформування, реконструкції, ландшафтних. В результаті, в пам'ятках природи, незважаючи на відносно заповідний режим, що декларує ст. 28 Закону України «Про природно-заповідний фонд України», відбувається масове вирубування лісу, чим завдається істотний збиток біорізноманітності. Так, у середньому в кожній області України в пам'ятках природи щорічно вирубається близько 190 м³ деревини на площі близько 8 га, а в середньому щорічно по Україні — 4600 біля м³ деревини на площі близько 190 га.

## Законодавчі заходи щодо поліпшення охоронного режиму пам'яток природи
На цей час проектами законодавчих актів, що перебувають на розгляді Верховної Ради України, передбачається внести до видів пам'ятки природи сакральні, карстові пам'ятки природи, а також віднести до пам'яток природи штучно створені об'єкти. Пропонується також дати законодавчу можливість, наприклад, для кращої охорони вікових дерев, створювати пам'ятки природи на територіях інших категорій природно-заповідного фонду.

## Пам'ятки природи в Україні
Див. також: Категорія:Пам'ятки природи України
Закон Про охорону культурної спадщини не містить визначення пам'ятки природи. Однак у цьому законі є таке:
1. об'єкт культурної спадщини — може бути природним, природно-антропогенним об'єктом (стаття 1)
2. серед типів об'єктів культурної спадщини є споруди, в тому числі печери з наявними свідченнями життєдіяльності людини, а також визначні місця — зони або ландшафти, природно-антропогенні витвори (стаття 2)

Із восьми, визначених в цьому законі видів об'єктів культурної спадщини, є два, які мають стосунок до природи (стаття 2):
1. об'єкти садово-паркового мистецтва — поєднання паркового будівництва з природними або створеними людиною ландшафтами;
2. ландшафтні — природні території, які мають історичну цінність;

В Україні діє також Закон Про природно-заповідний фонд України. Цей закон дає визначення «природно-заповідного фонду України», до якого належать (стаття 3):
1. природні території та об'єкти
  1. природні заповідники,
  2. біосферні заповідники,
  3. національні природні парки,
  4. регіональні ландшафтні парки,
  5. заказники, які поділяються на:
    1. ландшафтні,
    2. лісові,
    3. ботанічні,
    4. загальнозоологічні,
    5. орнітологічні,
    6. ентомологічні,
    7. іхтіологічні,
    8. гідрологічні,
    9. загальногеологічні,
    10. палеонтологічні
    11. карстово-спелеологічні;

  6. пам'ятки природи, які поділяються на:
    1. комплексні,
    2. ботанічні,
    3. зоологічні,
    4. гідрологічні,
    5. геологічні,
    6. пралісові.

  7. заповідні урочища;
2. штучно створені об'єкти
  1. ботанічні сади,
  2. дендрологічні парки,
  3. зоологічні парки,
  4. парки-пам'ятки садово-паркового мистецтва.